# Giulio Andrea Pirona
Giulio Andrea Pirona (Dignano, 20 novembre 1822 – Udine, 28 dicembre 1895) è stato un botanico, geologo, zoologo, lessicografo e bibliotecario italiano.

## Biografia
Dopo la morte della madre, avvenuta quando era ancora in tenera età, fu affidato allo zio Jacopo a Udine.
Studiò Medicina a Padova e a Pavia, ma si dedicò soprattutto alla botanica, alla geologia e alla paleontologia, per poi tornare a Udine come insegnante presso il liceo locale. Dal 1870 al 1895 fu conservatore e "vero architetto" della Biblioteca e del Civico Museo.
Fu socio dell'Istituto veneto di scienze, lettere ed arti ne fu presidente dal 1890 al 1892.

## Opere
Fu autore di diversi studi, tra cui il Florae Forojuliensis syllabus, risalente al 1855, primo trattato sulla flora del Friuli, e le Piante indigene del Friuli utili all’industria, e della prima carta geologica del Friuli, nel 1861. In quanto botanico, fu anche scopritore di alcune specie endemiche della flora friulana, come la Medicago pironae e la Brassica palustris, mentre in quanto zoologo, oltre a realizzare un Vocabolario Zoologico, si dedicò soprattutto ai molluschi fossili, istituendo sei nuove specie e un nuovo genere, quello dei Synodontites, facente parte delle rudiste. Proprio in virtù delle sue scoperte su questo genere, che avevano provato la sua esistenza nel Cretacico (in precedenza lo si credeva estinto nel Giurassico), gli fu dedicata la Diceras pironai.
Curò anche la prima edizione del Vocabolario friulano dello zio Jacopo, cui diede un importante contributo, e redasse, sotto forma di manoscritto, il Novo dizionario, che sarebbe stato pubblicato nel 1935 con il nome Il nuovo Pirona: vocabolario friulano.
| Pirona è l'abbreviazione standard utilizzata per le piante descritte da Giulio Andrea Pirona. Consulta l'elenco delle piante assegnate a questo autore dall'IPNI. |

| Pirona è l'abbreviazione standard utilizzata per le specie animali descritte da Giulio Andrea Pirona. Categoria:Taxa classificati da Giulio Andrea Pirona |